# Три зозулі з поклоном (новела)
«Три зозу́лі з покло́ном» — новела українського письменника Григора Тютюнника, темою якої є складність людських стосунків, виражених через історію нещасливого кохання.

## Історія написання
1937 року батька Григора Тютюнника було заарештовано як ворога народу й заслано до Сибіру, а мати подалася його шукати з жінкою-суперницею, яка любила батька. 
|                   | Я виношую ще один жіночий образ. Образ жінки, котра дуже любила мого батька. Коли у нас сталося нещастя, мама в горі кинулася саме до неї. Жінка була набагато старша за маму, старша за батька. Але обоє, батько й мати, ніколи не посміли зневажити ту любов, велику і безвзаємну. Отож Марія пекла коржики, збирала все необхідне, бо мама ридала та побивалась. Удвох вони й поїхали розшукувати батька, не знаючи, що слід його загубився вже навіки… Ти подивись, яке благородство й краса обох жінок, самозреченість моєї тоді ще зовсім молодої мами… Мабуть, одна вона в цілім світі шукала підтримки в своєї суперниці, співчувала їй і жаліла. І якщо доля дасть мені таланту… Не дивися так скептично… Не таланту — Бог із ним… Якщо поталанить щось написати — воздам хвалу жінці й красі |
| — Григір Тютюнник | |

## Пояснення назви
- Щоб позбавити мук людину, якій не могли відповісти взаємністю в коханні, через старця чи малу дитину передавали «три зозулі з поклоном», що означає: «Забудь, покинь, залиш, відпусти»;
- Зозуля гнізда не мостить, тобто людина має розуміти: кохання приречене

## Головна ідея
Возвеличення любові як високої цінності, яка вивищує людину над буденністю, очищає її душу.

## Присвята
«Любові Всевишній присвячується».
Прикметник «Всевишній» уживається в українській мові зазвичай у сполученні зі словом «Бог». Поєднання цього прикметника з іменником «любов» формує прозору асоціацію для думки, що «світом править Любов» («огсіо ашогІБ»).

## Сюжет
Новела складається з кількох частин, де на початку й у кінці використано прийом обрамлення. «Останній лист від батька» є своєрідною новелою в новелі. Оповідь ведеться від І особи — сина-студента.
Студент повертається з міста в новому костюмі (заробив гроші, розвантажуючи вагони) — його проводжає поглядом Марфа Яркова, бо він схожий на батька — студент питає у матері Софії про Марфу (пролог-обрамлення) — мати розповідає: та любила його батька Михайла (зав'язка) й завжди відчувала прихід листів від нього із заслання, поштар дозволяв їй потримати ці листи; в останньому листі з каторги Михайло жаліється Софії, що десь поряд із ним ходить Марфина душа (своєрідна кульмінація), не даючи йому спокою, і просить дружину передати їй від нього «три зозулі з поклоном», які «чи перелетять через Сибір неісходиму» (розв'язка) — син питає себе «Як вони чули одне одного — Марфа і тато?», «Чому вони не одружилися, так одне одного чуючи?», на що чує відповідь великої «татової» сосни: «Тоді не було б тебе» (епілог-обрамлення).

## Мотиви твору
«Сила кохання», «протистояння влади й людини», «філософія життя», «усепрощення», «романтики й прагматики».

## Образи
Образи: людей: оповідач (Я) — син Михайла й Софії, студент; Михайло — репресований чоловік Софії; Софія — дружина Михайла, мати оповідача; Марфа Яркова — дружина; Карпо Ярков — приземлений чоловік Марфи; дядько Левко — поштар; природи: зозуля; сосна (яку посадив Михайло); предметів і явищ: піджак, лист, сон.

## Символічні образи
«Три зозулі з поклоном» (символ самотності; традиційна народна формула-прохання не любити); сосна, посаджена Михайлом на піску біля дому (символ самотності й водночас для тих, хто любив (син, Марфа, Софія) Михайла, — пам'ять про нього; для односельців — спогад про загублене життя; для самого Михайла — символ рідного дому); піджак (символ радянської бідності); Сибір неісходима (символ-перегук із творами Тараса Шевченка).

## Критика
У новелі письменникові вдалося втілити в художньому творі безкінечну глибину справжнього кохання й обережне ставлення людей один до одного.

## Цікаві факти
- При житті письменника твір так і не було опубліковано.
- Григір Тютюнник записав новелу на старий магнітофон. Запис робив Володимир Білоус.[1]
- Назва новели символізує любовний трикутник — три долі головних героїв.
- Написано під впливом почутої пісні «Летіла зозуля через мою хату» у виконанні сліпого бандуриста.
- Новела є у шкільній програмі, так само й у програмі до ЗНО.